# Mesaiokeras nanseni
Mesaiokeras nanseni is een eenoogkreeftjessoort uit de familie van de Mesaiokeratidae. De wetenschappelijke naam van de soort is voor het eerst geldig gepubliceerd in 1961 door Matthews.